# Tan Zhenlin
Tan Zhenlin, född 1902, död 30 september 1983, var en kinesisk militär och kommunistisk politiker.
Han gick med i Kinas kommunistiska parti 1926 och deltog i det kinesiska inbördeskriget sedan parti tvingats fly till Jinggangbergen 1927. Han steg i graderna och blev till slut förste vice politiske kommissarie i den tredje fältarmén i Folkets befrielsearmé.
Han satt i centralkommittén i Kinas kommunistiska parti 1956-1982. Han var guvernör i Jiangsu från 1952 till 1955 och guvernör i Zhejiang från 1949 till 1955. Han var från och med 1954 vice premiärminister med ansvar för jordbruksfrågor och var en av de pådrivande krafterna bakom det Stora språnget.
Han var en av partiveteranerna som fördömde kulturrevolutionen på ett möte i februari 1967. Han uppges ha fått ett vredesutbrott och sagt vid mötet inför Zhou Enlai sagt att han ångrat att han gick med i kommunistpartiet och följde Mao. Han föll därför i onåd, men rehabiliterades av Mao redan 1973